# Franco Bitossi
Franco Bitossi (Carmignano, 1º settembre 1940) è un ex ciclista su strada e ciclocrossista italiano.
Professionista dal 1961 al 1978, vinse ventuno tappe al Giro d'Italia e quattro al Tour de France; nel suo palmarès figurano anche due edizioni del Giro di Lombardia, tre titoli nazionali su strada e due nel ciclocross, la medaglia d'argento ai campionati del mondo su strada 1972 e quella di bronzo nell'edizione 1977.
Ciclista completo, dotato di ottimo spunto veloce sia in pianura che in salita, era soprannominato "Cuore matto", nomignolo originato da improvvisi attacchi di tachicardia che spesso lo costringevano a fermarsi in corsa. Ebbe tuttavia una carriera di alto livello, tanto nelle corse in linea quanto in quelle a tappe, conseguendo in totale 171 vittorie su strada.

## Carriera

### Gli esordi e i primi anni da professionista
Nato a Camaioni di Carmignano, iniziò la carriera di ciclista nel 1957, riportando dieci vittorie nella categoria allievi. Dal 1959 al 1961 corse come dilettante, riportando ventuno vittorie, correndo per la società sportiva di Porta Romana di Firenze.
Passò professionista nell'ottobre 1961 con la maglia della Philco diretta da Fiorenzo Magni. Nei primi anni da professionista arrivarono poche vittorie: la prima corsa vinta fu una frazione della Tre Giorni del Sud, il 14 ottobre 1961 a Termoli. Nei due anni successivi, uno ancora con la Philco e uno con la nuova formazione pratese Springoil-Fuchs, non riuscì invece a ottenere risultati: a penalizzarlo fu soprattutto una cardiopatia (un'ipertrofia cardiaca) che, causandogli tachicardia, ne condizionava le prestazioni sportive e lo costringeva spesso a fermarsi o a ritirarsi.
Fu nel 1964 che Bitossi si mise definitivamente in luce. Ancora con la maglia della Springoil-Fuchs, diretta a partire da quella stagione da Waldemaro Bartolozzi, vinse quattro tappe al Giro d'Italia, tra le quali la Cuneo-Pinerolo, riedizione della frazione vinta quindici anni prima da Fausto Coppi; per altre quattro volte arrivò secondo di giornata, cogliendo a Milano la decima posizione nella classifica finale. Per tre anni consecutivi (1964, 1965 e 1966) vinse al Giro la "maglia verde" come leader della speciale classifica dei Gran Premi della Montagna. Nel 1965 passò a vestire la divisa Filotex, sempre sotto la guida di Bartolozzi. In quell'anno conseguì la vittoria al Tour de Suisse (con due successi parziali) e al Campionato di Zurigo; partecipò anche al Giro d'Italia, cogliendo il settimo posto nella classifica finale oltre ad una vittoria di tappa.

### 1966-1971: l'affermazione

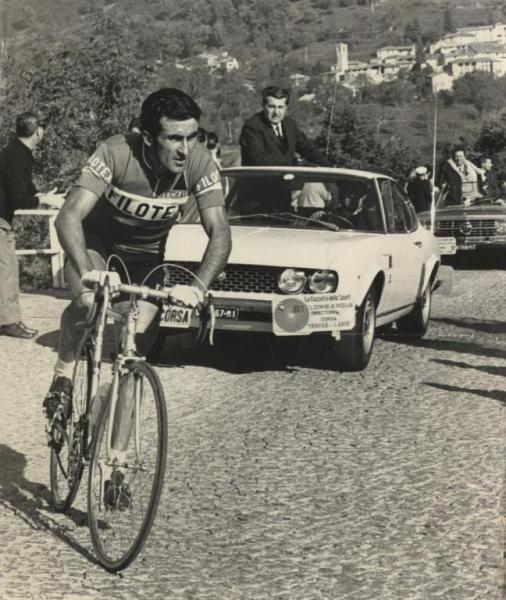
Franco Bitossi al Giro di Lombardia conquistato nel 1967

Il 1966 fu l'anno della definitiva consacrazione: vinse due tappe sia al Giro d'Italia, ove colse l'ottavo posto nella classifica finale, sia al Tour de France, in cui chiuse diciassettesimo, e si aggiudicò anche la Coppa Sabatini a Peccioli; venne anche convocato per la prima volta in Nazionale per i campionati del mondo, svoltisi quell'anno al Nürburgring. Nel 1967 vinse la Tirreno-Adriatico, la Coppa Agostoni e il prestigioso Giro di Lombardia (dopo una lunga fuga solitaria), oltre a cogliere il terzo posto alla Milano-Sanremo. Partecipò anche al Giro d'Italia, vincendo una frazione e piazzandosi al quindicesimo posto finale.
Ormai nella piena maturità agonistica, nel 1968 vinse ancora due tappe sia al Giro d'Italia (con il nono posto nella classifica finale) sia al Tour de France; in quella Grande Boucle concluse ottavo nella classifica finale, vinse la classifica a punti, contraddistinta eccezionalmente quell'anno da una maglia rossa (primo italiano a riuscirvi), e si piazzò anche secondo nella classifica della montagna. In stagione vinse di nuovo il Campionato di Zurigo e la Coppa Sabatini e si aggiudicò anche la Coppa Bernocchi a Legnano; ai campionati del mondo di Imola, vinti da Vittorio Adorni, dovette invece ritardare il suo attacco per non disturbare la fuga del compagno di squadra e arrivò quarto.
Nel 1969 si classificò quarto al Giro delle Fiandre e vinse due tappe e la classifica a punti al Giro d'Italia, indossando fino al termine della corsa la maglia rossa simbolo della speciale graduatoria; a Milano colse la decima posizione in classifica. Nel 1970 fu campione italiano, aggiudicandosi il Giro del Veneto, valido quell'anno come prova tricolore, e fece nuovamente suo il Giro di Lombardia, precedendo Felice Gimondi in una volata a due. In stagione vinse anche quattro tappe e la classifica a punti, da quell'anno contraddistinta dalla maglia ciclamino, al Giro d'Italia (con il settimo posto nella generale) e conquistò anche la classifica finale della Volta Ciclista a Catalunya; fu settimo anche al Tour de Suisse, dove vinse due tappe e la classifica a punti. A fine anno vinse anche la classifica del Trofeo Cougnet e ricevette alcuni importanti premi, quali il San Silvestro d'oro e il Trofeo Tuttosport.
Confermò il titolo di campione italiano anche nel 1971, vincendo la prova unica al Gran Premio Industria e Commercio di Prato. Durante l'anno conquistò anche il Giro di Romagna, una tappa al Giro d'Italia e la Coppa Agostoni; si classificò inoltre secondo al Giro di Lombardia, battuto da Eddy Merckx.

### 1972-1978: il mondiale di Gap e la "seconda giovinezza"
Nel 1972 vinse alcune semiclassiche del calendario italiano (Giro della Provincia di Reggio Calabria, Giro di Campania e Giro di Puglia), mentre fu costretto al ritiro al Giro d'Italia. Nell'agosto di quell'anno fu quindi protagonista dello sfortunato epilogo dei campionati del mondo a Gap, in Francia. Nei chilometri finali era in testa alla corsa con altri sei corridori: Michele Dancelli, Marino Basso, Eddy Merckx, Cyrille Guimard, Joop Zoetemelk e Leif Mortensen. Gli italiani controllavano la gara, essendo Dancelli e Basso i due migliori velocisti del lotto. A quattro chilometri dall'arrivo, il francese Guimard provò una fuga e Bitossi lo seguì per marcarlo, visto che Guimard era pericoloso e veloce. Vedendo che Bitossi non collaborava alla fuga, Guimard rallentò. In un'intervista Bitossi ha poi ricordato quel momento: «Ero fresco perché stavo alla ruota del francese. Ho pensato: Merckx è un amico di Guimard e non si sta dannando per inseguirlo. Dancelli e Basso sono italiani e quindi non stanno inseguendo. Guimard è stanco. Solo Zoetemelk e Mortensen potrebbero opporsi, ma sono in minoranza». Così Bitossi scattò staccando Guimard. A 1.300 metri dall'arrivo, il corridore azzurro si voltò e vide il gruppetto di inseguitori a 300 metri. Lungo il rettilineo finale in leggera salita Zoetemelk, Guimard e Merckx lanciarono l'inseguimento, Bitossi si voltò a ripetizione e cambiò più volte rapporto nel tentativo di trovare la cadenza giusta, mentre il vento contrario ne rallentava ulteriormente la marcia. Fu raggiunto proprio sul traguardo dal gruppo guidato da Basso, che lo superò sulla linea lasciandogli la medaglia d'argento.
Nel 1973, ormai trentatreenne, lasciò la Filotex (in concomitanza con l'arrivo in squadra del quotato neoprofessionista Francesco Moser) per approdare alla Sammontana. In stagione fu ancora protagonista, vincendo quell'anno i Giri del Veneto e dell'Emilia. L'anno successivo venne ingaggiato dalla Scic di Carlo Chiappano. In stagione ottenne risultati nelle classiche italiane, con i successi al Giro di Romagna e al Trofeo Matteotti, i podi in numerose prove e il quarto posto alla Milano-Sanremo; anche nelle diverse corse a tappe colse successi: vinse infatti quattro frazioni al Tour de Suisse e tre al Giro d'Italia, dove si piazzò al nono posto e in cui colse il secondo posto nella classifica a punti. Nel 1975, ancora in maglia Scic, vinse una frazione alla Parigi-Nizza e al Giro d'Italia.
Nel 1976, con la squadra Zonca-Santini, vinse per la terza volta il campionato italiano, sul tracciato della Coppa Bernocchi; durante l'annata vinse anche il Trofeo Laigueglia e il Giro del Friuli e si piazzò secondo alla Milano-Torino. Nel 1977 cambiò ancora squadra, approdando alla Vibor, con la quale vinse il Gran Premio Città di Camaiore ed alcune competizioni minori e cogliendo il terzo posto al Giro di Lombardia, suo sesto e ultimo podio nella "Classica delle foglie morte". In stagione, convocato ancora in Nazionale, conquistò anche la medaglia di bronzo ai campionati del mondo di San Cristóbal, in Venezuela, vinti da Francesco Moser; esordì anche nel ciclocross, affermandosi ai campionati italiani.
Bitossi concluse la sua carriera agonistica il 4 ottobre del 1978, al termine del Giro dell'Emilia, dopo una stagione con la Gis Gelati nella quale vinse due gare su strada, riconfermando inoltre il titolo di campione italiano nel ciclocross.

## Dopo il ritiro
Dopo il ritiro dalle corse si è dedicato per due decenni all'agricoltura, gestendo circa 12 ettari di appezzamento, a Capraia Fiorentina, destinati alla produzione di olio. È stato anche campione italiano di bocce over 60.
Sposato con Annamaria, ha avuto due figli, Massimiliano e Francesco.

## Palmarès

### Strada
- 1960 (dilettanti)

Coppa Giulio Burci
- 1961 (Philco, due vittorie)

Coppa Città del Marmo
2ª tappa, 1ª semitappa Tre Giorni del Sud (Campobasso > Termoli)
- 1962 (Philco, una vittoria)

Gran Premio Vivaisti Cenaiesi
- 1964 (Springoil, quattro vittorie)

3ª tappa Giro d'Italia (Brescia > San Pellegrino)
16ª tappa Giro d'Italia (Montepulciano > Livorno)
17ª tappa Giro d'Italia (Livorno > Santa Margherita Ligure)
20ª tappa Giro d'Italia (Cuneo > Pinerolo)
- 1965 (Springoil, sei vittorie)

Meisterschaft von Zürich
21ª tappa Giro d'Italia (Bormio > Brescia)
2ª tappa Tour de Suisse (Basilea > Wohlen)
5ª tappa Tour de Suisse (Siebnen > Bellinzona)
Classifica generale Tour de Suisse
Giro del Lazio
- 1966 (Filotex, dieci vittorie)

Gran Premio Ofmega
1ª tappa, 1ª semitappa Tour de Romandie (Ginevra > Nyon)
1ª tappa, 2ª semitappa Tour de Romandie (Nyon > Haute-Nendaz)
4ª tappa Tour de Romandie (La Chaux-de-Fonds > Losanna)
14ª tappa Giro d'Italia (Parma > Arona)
16ª tappa Giro d'Italia (Brescia > Bezzecca)
5ª tappa Tour de France (Dieppe > Caen)
17ª tappa Tour de France (Briançon > Torino)
Trofeo Omega Sarezzo
Coppa Sabatini
- 1967 (Filotex, sette vittorie)

Trofeo Laigueglia
1ª tappa Tirreno-Adriatico (Santa Marinella > Fiuggi)
Classifica generale Tirreno-Adriatico
Tour des Quatre Cantons
7ª tappa Giro d'Italia (Catania > Etna)
Coppa Agostoni
Giro di Lombardia
- 1968 (Filotex, tredici vittorie)

8ª tappa Giro di Sardegna (Olbia > Sassari)
Sassari-Cagliari
Milano-Torino
4ª tappa Tirreno-Adriatico (Pescasseroli > San Benedetto del Tronto)
Giro di Toscana
Meisterschaft von Zürich
17ª tappa Giro d'Italia (San Marino > Foligno)
21ª tappa Giro d'Italia (Rocca di Cambio > Blockhaus)
Coppa Bernocchi
Gran Premio Valsassina
7ª tappa Tour de France (Albi > Aurillac)
16ª tappa Tour de France (Lorient > Nantes)
Coppa Sabatini
- 1969 (Filotex, otto vittorie)

1ª tappa Tirreno-Adriatico (Bracciano > Fiuggi)
2ª tappa Tirreno-Adriatico (Fiuggi > Alatri)
Gran Premio Montelupo
11ª tappa Giro d'Italia (Campobasso > Scanno)
14ª tappa Giro d'Italia (Senigallia > San Marino)
7ª tappa Volta Ciclista a Catalunya (Barcellona > Sant Hilari Sacalm)
8ª tappa Volta Ciclista a Catalunya (Sant Hilari Sacalm > Manresa)
Coppa Agostoni
- 1970 (Filotex, sedici vittorie)

Giro di Campania
2ª tappa Tour de Romandie (Ovronnaz > Les Diablerets)
1ª tappa Giro d'Italia (San Pellegrino Terme > Biandronno)
3ª tappa Giro d'Italia (Saint-Vincent > Aosta)
17ª tappa Giro d'Italia (Lido di Jesolo > Arta Terme)
19ª tappa Giro d'Italia (Rocca Pietore > Dobbiaco)
1ª tappa Tour de Suisse (Murten > Liestal)
3ª tappa Tour de Suisse (Bazenheid > Arosa)
Giro del Veneto (valido come Campionato italiano)
Gran Premio di Tarquinia
Giro delle Tre Province - Camucia
1ª tappa Volta Ciclista a Catalunya (Manresa > Tarragona)
Classifica generale Volta Ciclista a Catalunya
Giro dell'Emilia
Giro di Lombardia
1ª tappa, 1ª semitappa A Travers Lausanne (Losanna > Losanna)
- 1971 (Filotex, sette vittorie)

3ª tappa Parigi-Nizza (Autun > Saint-Étienne)
Giro di Romagna
1ª tappa, 2ª semitappa Tour de Romandie (Losanna > Estavayer-le-Lac)
15ª tappa Giro d'Italia (Bibione > Lubiana)
Gran Premio Industria e Commercio di Prato (valido come Campionato italiano)
Campionati italiani, Prova in linea
Coppa Agostoni
- 1972 (Filotex, tre vittorie)

Giro della Provincia di Reggio Calabria
Giro di Campania
Giro di Puglia
- 1973 (Sammontana, quattro vittorie)

8ª tappa Giro di Sardegna (Olbia > Sassari)
Giro del Veneto
Giro dell'Emilia
Gran Premio di Mendrisio
- 1974 (Scic, undici vittorie)

Grand Prix de Cannes
4ª tappa Tirreno-Adriatico (San Benedetto del Tronto > Civitanova Marche)
Giro di Romagna
6ª tappa Giro d'Italia (Taranto > Foggia)
8ª tappa Giro d'Italia (Chieti > Macerata)
18ª tappa Giro d'Italia (Iseo > Sella Valsugana)
3ª tappa Tour de Suisse (Eschenbach > Lenzerheide)
4ª tappa Tour de Suisse (Lenzerheide > Tgantieni, cronometro)
7ª tappa Tour de Suisse (Naters > Losanna)
10ª tappa Tour de Suisse (Fislisbach > Olten)
Trofeo Matteotti
- 1975 (Scic, cinque vittorie)

4ª tappa Tour Méditerranéen (Grimaud > Mentone)
5ª tappa Tour Méditerranéen (Beausoleil > Antibes)
3ª tappa Parigi-Nizza (Cuisery > Saint-Étienne)
1ª tappa Giro di Puglia (Taranto > Mesagne)
15ª tappa Giro d'Italia (Forte dei Marmi > Arenzano)
- 1976 (Zonca, cinque vittorie)

2ª tappa, 1ª semitappa Tour Méditerranéen (Aubagne > Hyères)
Trofeo Laigueglia
Giro del Friuli
Coppa Bernocchi (valida come Campionati italiani)
Campionati italiani, Prova in linea
- 1977 (Vibor, una vittoria)

Gran Premio Città di Camaiore
- 1978 (Gis Gelati, una vittoria)

2ª tappa Tirreno-Adriatico (Montecassino > Paglieta)

#### Altri successi
- 1964 (Springoil)

Classifica Gran premi della Montagna Giro d'Italia
- 1965 (Springoil)

Classifica Gran premi della Montagna Giro d'Italia
- 1966 (Filotex)

Classifica Gran Premi della Montagna Giro d'Italia
Criterium di Issoire
- 1968 (Filotex)

Classifica combinata Tour de France
Classifica a punti Tour de France
Criterium di Chateau-Chinon
Criterium di Moutiers-les-Mauxfaits
Criterium di Le Havre
- 1969 (Filotex)

Circuito di Gatteo a Mare
Circuito di Villamarina
Classifica a punti Giro d'Italia
Circuito di Larciano
- 1970 (Filotex)

Criterium di Biot
Circuito di San Piero a Sieve
Classifica a punti Giro d'Italia
Classifica a punti Tour de Suisse
Gran Premio di Castel San Giovanni
Circuito di Monsummano
Critérium cycliste international de Quillan
Classifica generale Trofeo Cougnet
Classifica a punti Volta Ciclista a Catalunya
Circuito di Larciano
- 1971 (Filotex)

Circuito di Clusone
Criterium di Garancières-en-Beauce
Criterium di Hyères-b
Circuito di Monsummano
Circuito di Montelupo-b
Circuito Bellariva-Rimini
- 1972 (Filotex)

Circuito di Col San Martino
Circuito di Cotignola
Circuito di Monte a Egola
Circuito di Rocca di Roffeno
Gran Premio dell'Industria in Belmonte Piceno
Criterium di Ambarès
- 1973 (Sammontana)

Circuito di Cotignola
Gran Premio Marina di Massa - Pian della Fioba
Criterium di Hyon - Mons
Circuito di Larciano
Gran Premio di Mendrisio
Criterium di Moorsele
- 1974 (Scic)

Circuito di Calenzano
Criterium di Commentry
Circuito di Galuzzo
Circuito di Monsummano
Circuito di Viareggio
Circuito di Voghera
Criterium di Tienen
- 1975 (Scic)

Circuito di Tavarnelle-b
- 1976 (Zonca)

Circuito di Castelfranco Veneto
Circuito di Garbagnate
Circuito di Molteno
Circuito di Porcari di Lucca
Grote Prijs Raf Jonckheere - Westrozebeke
Circuito di Vittolini
- 1977 (Vibor)

Circuito di Arco
Gran Premio di Cecina
Circuito di Laterina
Circuito di Luzzara
Circuito di Scarlino
- 1978 (Gis Gelati)

Circuito di Pescara

### Ciclocross
- 1977

Campionati italiani
- 1978

Campionati italiani

## Piazzamenti

### Grandi Giri
- Giro d'Italia

1963: 28º
1964: 10º
1965: 7º
1966: 8º
1967: 15º
1968: 9º
1969: 10º
1970: 7º
1971: 23º
1972: ritirato (14ª tappa)
1973: ritirato (20ª tappa)
1974: 9º
1975: 26º
1976: ritirato (non partito 7ª tappa)
1977: 73º
1978: ritirato (non partito 12ª tappa)
- Tour de France

1966: 17º
1968: 8º

### Classiche monumento
- Milano-Sanremo

1963: 71º
1965: 24º
1966: 43º
1967: 3º
1968: 67º
1969: 90º
1970: 44º
1971: 39º
1972: 39º
1973: 11º
1974: 4º
1975: 43º
1976: 73º
1978: 26º
- Giro delle Fiandre

1969: 4º
- Parigi-Roubaix

1974: ritirato
1975: ritirato
- Liegi-Bastogne-Liegi

1967: 10º
1969: 14º
- Giro di Lombardia

1964: 15º
1965: 4º
1966: ritirato
1967: vincitore
1968: 2º
1969: 3º
1970: vincitore
1971: 2º
1972: 9º
1973: 9º
1974: 8º
1976: 8º
1977: 3º

### Competizioni mondiali
- Campionati del mondo

Nürburgring 1966 - In linea: ritirato
Imola 1968 - In linea: 4º
Zolder 1969 - In linea: ritirato
Leicester 1970 - In linea: 9º
Mendrisio 1971 - In linea: 16º
Gap 1972 - In linea: 2º
Barcellona 1973 - In linea: 14º
Montreal 1974 - In linea: ritirato
San Cristóbal 1977 - In linea: 3º

## Riconoscimenti
- San Silvestro d'Oro nel 1968, 1970
- Trofeo Tuttosport nel 1970
- Trofeo Corriere della sera nel 1974
- Premio Grandi Ex dell'Associazione Nazionale Ex Corridori Ciclisti nel 2003
- Premio Franco Ballerini nel 2019[11]